# Мартина Хелман
Мартина Хелга Хелман (девојачко Опиц; Лајпциг, 12. децембар 1960.) некадашња је источнонемачка атлетичарка, олимпијска шампионка у бацању диска на Играма 1988. Такође је освојила Светско првенство у тој дисциплини 1983. и поново 1987. године.
Хелман је 1977. поставила светски рекорд за 16-годишњакиње бацивши диск 55,00 метара. Њену каријеру пратиле су болести и повреде све до 1983. када је постала светска шампионка. Није могла да се такмичи на Олимпијским играма 1984. због бојкота игара у Лос Анђелесу.
Она је 6. септембра 1988. бацила диск 78,14 метара, даље него што га је, до дан данас, иједна жена икада бацила. Међутим, ово бацање је било на незваничном турниру у источнонемачком тренинг кампу у Киенбауму и није испуњавало услове да би се Мартинин хитац ратификовао као светски рекорд. Током овог такмичења, Мартина је бацила следеће даљине, од којих су две премашиле тадашњи светски рекорд: 76,92 м – 78,14 м – 70,52м – 76,56м – 75,66м – 74,04м. Светски рекорд у бацању диска постављен је у јулу 1988. и износи 76,80 м. Хелман је у бацању диска на једном званичном такмичењу најдаље бацила 72,92 метра, у августу 1987. у Потсдаму.
После Олимпијских игара 1992, где је елиминисана током квалификација, повукла се из атлетике. Касније је била шеф спортске групе осигуравајуће компаније АОК и постала менаџерка у кабареу у Лајпцигу.

## Истрага о оргаизованом допинговању
Постоје индиције да су скоро сви олимпијски атлетичари Источне Немачке 1980-их, укључујући и Хелман, користили стероиде за побољшање својих атлетских перформанси у оквиру програма којег је спонзорисала држава.

## Међународна такмичења
| Представљајући Источну Немачку | Представљајући Источну Немачку | Представљајући Источну Немачку | Представљајући Источну Немачку | Представљајући Источну Немачку |
| Година                         | Такмичење                      | Место                          | Пласман                        | Резултат                       |
| ------------------------------ | ------------------------------ | ------------------------------ | ------------------------------ | ------------------------------ |
| 1983                           | Светско првенство              | Хелсинки, Финска               | 1.                             | 68.94 м                        |
| 1985                           | Континентални куп              | Канбера, Аустралија            | 1.                             | 69.78 м                        |
| 1986                           | Игре добре воље                | Москва, СССР                   | 2.                             | 69.04 м                        |
| 1986                           | Европско првенство             | Штутгарт, Западна Немачка      | 3.                             | 68.26 м                        |
| 1987                           | Светско првенство              | Рим, Италија                   | 1.                             | 71.62 м РСП                    |
| 1988                           | Олимпијске игре                | Сеул, Јужна Кореја             | 1.                             | 72.30 м ОР                     |
| 1990                           | Европско првенство             | Сплит, Југославија             | 3.                             | 66.66 м                        |
| Представљајући Немачку         |                                |                                |                                |                                |
| 1991                           | Светско првенство              | Токио, Јапан                   | 4.                             | 67.14 м                        |
| 1992                           | Олимпијске игре                | Барселона, Шпанија             | 14.                            | 60.52 м                        |